# Odontomachus papuanus
Odontomachus papuanus är en myrart som beskrevs av Carlo Emery 1887. Odontomachus papuanus ingår i släktet Odontomachus och familjen myror. Inga underarter finns listade i Catalogue of Life.